# Leichtathletik-U23-Europameisterschaften 2009
Die 7. Leichtathletik-U23-Europameisterschaften wurden vom 16. bis 19. Juli 2009 im S.Dariaus-und-S.Girėno-Stadion von Kaunas, der zweitgrößten Stadt Litauens, abgehalten.

## Teilnehmer
Angekündigt waren über 1150 Athleten aus 42 Ländern.
Der Deutsche Leichtathletik-Verband (DLV) hatte 60 Athleten (26 weibliche, 34 männliche) gemeldet.

## Ergebnisse

### Männer

#### 100 m
| Platz | Athlet                 | Land | Zeit (s)  |
| ----- | ---------------------- | ---- | --------- |
| 1     | Harry Aikines-Aryeetey | GBR  | 10,15 SB  |
| 2     | Leevan Yearwood        | GBR  | 10,26 SB  |
| 3     | Rion Pierre            | GBR  | 10,28 PB  |
| 4     | Rytis Sakalauskas      | LTU  | 10,38 NUR |
| 5     | Aggelos Aggelakis      | GRE  | 10,45 PB  |
| 6     | Giovanni Codrington    | NED  | 10,51     |
| 7     | Olaf Paruzel           | POL  | 10,54     |
| 8     | Teddy Tinmar           | FRA  | 10,58     |

Wind: +1,5 m/s
Weitere Teilnehmer aus deutschsprachigen Ländern:

Im Vorlauf ausgeschieden: Pascal Mancini (SUI), 10,61 s

#### 200 m
| Platz | Athlet                    | Land | Zeit (s) |
| ----- | ------------------------- | ---- | -------- |
| 1     | Toby Sandeman             | GBR  | 20,37 PB |
| 2     | Aleixo-Platini Menga      | GER  | 20,59    |
| 3     | Ihor Bodrow               | UKR  | 20,61 PB |
| 4     | Matteo Galvan             | ITA  | 20,62 PB |
| 5     | Marek Niit                | EST  | 20,88    |
| 6     | Dmytro Ostrowskyj         | UKR  | 20,90 PB |
| 7     | Richard Kilty             | GBR  | 20,93    |
| 8     | Pierre-Alexis Pessonneaux | FRA  | 21,13    |

Wind: −0,2 m/s

Weitere Teilnehmer aus deutschsprachigen Ländern:

Im Halbfinale ausgeschieden: Reto Amaru Schenkel (SUI), 21,45 s

Im Vorlauf ausgeschieden: Pascal Mancini (SUI), 21,41 s

#### 400 m
| Platz | Athlet            | Land | Zeit (s) |
| ----- | ----------------- | ---- | -------- |
| 1     | Yannick Fonsat    | FRA  | 45,68 PB |
| 2     | Nigel Levine      | GBR  | 45,78 PB |
| 3     | Jan Ciepiela      | POL  | 45,81 PB |
| 4     | Antoine Gillet    | BEL  | 46,13 PB |
| 5     | Yoan Décimus      | FRA  | 46,37 PB |
| 6     | Marco Vistalli    | ITA  | 46,67    |
| 7     | Marcin Sobiech    | POL  | 46,77    |
| 8     | Petros Kiriakidis | GRE  | 46,84    |

Weitere Teilnehmer aus deutschsprachigen Ländern:

Im Halbfinale ausgeschieden: Eric Krüger (GER), 46,79 s

#### 800 m
| Platz | Athlet             | Land | Zeit (min) |
| ----- | ------------------ | ---- | ---------- |
| 1     | Adam Kszczot       | POL  | 1:45,81    |
| 2     | Marcin Lewandowski | POL  | 1:46,52    |
| 3     | Robin Schembera    | GER  | 1:46,63    |
| 4     | Dmitrijs Jurkevičs | LAT  | 1:47,24 SB |
| 5     | Artur Ostrowski    | POL  | 1:48,17    |
| 6     | Jeff Lastennet     | FRA  | 1:48,22    |
| 7     | Sören Ludolph      | GER  | 1:48,31    |
| 8     | Sebastian Keiner   | GER  | 1:48,73    |

#### 1500 m
| Platz | Athlet            | Land | Zeit (min) |
| ----- | ----------------- | ---- | ---------- |
| 1     | Iwan Tuchtatschow | RUS  | 3:51,19    |
| 2     | James Shane       | GBR  | 3:51,33    |
| 3     | Jakub Holuša      | CZE  | 3:51,46    |
| 4     | Álvaro Rodríguez  | ESP  | 3:51,62    |
| 5     | Ricky Stevenson   | GBR  | 3:51,82    |
| 6     | Yoann Kowal       | FRA  | 3:51,98    |
| 7     | Mario Scapini     | ITA  | 3:52,15    |
| 8     | Kim Ruello        | BEL  | 3:52,55    |

#### 5000 m
| Platz | Athlet              | Land | Zeit (min)  |
| ----- | ------------------- | ---- | ----------- |
| 1     | Mohamed Elbendir    | ESP  | 13:55,10    |
| 2     | Noureddine Smaïl    | FRA  | 13:59,23 SB |
| 3     | David McCarthy      | IRL  | 14:00,78    |
| 4     | Abdi Nageeye        | NED  | 14:03,87    |
| 5     | Rico Schwarz        | GER  | 14:04,15 PB |
| 6     | Sjarhej Tschabjarak | BLR  | 14:04,79 PB |
| 7     | Maksym Krywonis     | UKR  | 14:07,62    |
| 8     | Philipp Pflieger    | GER  | 14:09,13    |

Weitere Teilnehmer aus deutschsprachigen Ländern:

Platz 10: Musa Roba-Kinkal (GER), 14:11,44 min

#### 10.000 m
| Platz | Athlet          | Land | Zeit (min) |
| ----- | --------------- | ---- | ---------- |
| 1     | Selim Bayrak    | TUR  | 29:47,15   |
| 2     | Andrea Lalli    | ITA  | 29:49,80   |
| 3     | Dmytro Laschyn  | UKR  | 30:08,44   |
| 4     | Matti Markowski | GER  | 30:30,46   |
| 5     | Iván Fernández  | ESP  | 30:37,77   |
| 6     | Mikael Ekvall   | SWE  | 30:47,10   |
| 7     | Koen Naert      | BEL  | 31:00,73   |
| 8     | Paul Zwama      | NED  | 31:03,94   |

#### 3000 m Hindernis
| Platz | Athlet                | Land | Zeit (min) |
| ----- | --------------------- | ---- | ---------- |
| 1     | Alexander Paweljew    | RUS  | 8:40,55    |
| 2     | José Luis Galván      | ESP  | 8:41,53 PB |
| 3     | Krystian Zalewski     | POL  | 8:42,06 PB |
| 4     | Sebastián Martos      | ESP  | 8:42,69 PB |
| 5     | Stephen Lisgo         | GBR  | 8:45,77    |
| 6     | Christian Steinhammer | AUT  | 8:56,21    |
| 7     | Alexandru Ghinea      | ROU  | 8:56,84    |
| 8     | Eric Senorski         | SWE  | 8:58,17    |

Teilnehmer aus deutschsprachigen Ländern:
Platz 11: Valentin Pfeil (AUT), 8:59,34 min

#### 110 m Hürden
| Platz | Athlet               | Land | Zeit (s) |
| ----- | -------------------- | ---- | -------- |
| 1     | Artur Noga           | POL  | 13,47    |
| 2     | Gianni Frankis       | GBR  | 13,57 PB |
| 3     | Callum Priestley     | GBR  | 13,63 PB |
| 4     | Dimitri Bascou       | FRA  | 13,66    |
| 5     | Dominik Bochenek     | POL  | 13,88    |
| 6     | Samuel Coco-Viloin   | FRA  | 13,96    |
| 7     | Stefano Tedesco      | ITA  | 14,01    |
| 8     | Alexandros Stavrides | CYP  | 14,09    |

Teilnehmer aus deutschsprachigen Ländern:
Im Vorlauf ausgeschieden:
- Paul Dittmer (GER), 13,83 s
- Manuel Prazak (AUT), 14,23 s (SB)
- Erik Balnuweit (GER), 13,85 s
- Tobias Furer (SUI), 14,21 s

#### 400 m Hürden
| Platz | Athlet               | Land | Zeit (s) |
| ----- | -------------------- | ---- | -------- |
| 1     | Lloyd Gumbs          | GBR  | 49,62 PB |
| 2     | Stanislaw Melnykow   | UKR  | 49,88    |
| 3     | Vincent Vanryckeghem | BEL  | 49,90 PB |
| 4     | Hugo Grillas         | FRA  | 50,02 PB |
| 5     | Silvio Schirrmeister | GER  | 50,25    |
| 6     | Mickaël François     | FRA  | 50,25    |
| 7     | Stephan Stoll        | GER  | 50,61 PB |
| 8     | Josef Prorok         | CZE  | 51,02    |

Weitere Teilnehmer aus deutschsprachigen Ländern:

Im Vorlauf ausgeschieden:
- David Gollnow (GER), 51,83 s
- Fausto Santini (SUI), 52,20 s
- Michael Pfanner (SUI), 52,54 s

#### 20 km Gehen
| Platz | Athlet                 | Land | Zeit (h)    |
| ----- | ---------------------- | ---- | ----------- |
| 1     | Miguel Ángel López     | ESP  | 1:22:23 PB  |
| 2     | Dsjanis Simanowitsch   | BLR  | 1:22:57     |
| 3     | Matteo Giupponi        | ITA  | 1:23:00 PB  |
| 4     | Christopher Linke      | GER  | 1:24:29 PB  |
| 5     | Alexei Barzajkin       | RUS  | 1:25:01     |
| 6     | Alexandros Papamichail | GRE  | 1:25:06 NUR |
| 7     | Dawid Tomala           | POL  | 1:25:26     |
| 8     | Bertrand Moulinet      | FRA  | 1:25:30 PB  |

#### 4 × 100-m-Staffel
| Platz | Land                   | Athleten                                                                  | Zeit (s)  |
| ----- | ---------------------- | ------------------------------------------------------------------------- | --------- |
| 1     | Vereinigtes Königreich | Ryan Scott Toby Sandeman Rion Pierre Leevan Yearwood                      | 39,09     |
| 2     | Frankreich             | Emmanuel Biron Mickael Arminana Pierre-Alexis Pessonneaux Teddy Tinmar    | 39,26     |
| 3     | Polen                  | Kamil Kryński Artur Zaczek Olaf Paruzel Jakub Adamski                     | 39,52     |
| 4     | Italien                | Davide Deimichei Gavino Giacomo Dettori Davide Pelizzoli Francesco Garzia | 39,72     |
| 5     | Niederlande            | Adrian Rijken Giovanni Codrington Jerrel Feller Frits Frederiks           | 39,72     |
| 6     | Schweiz                | Pascal Mancini Benjamin Sunier Kwasi Ofosu Asante Amaru Reto Schenkel     | 39,73 NUR |
| 7     | Deutschland            | Maximilian Panthen Christian Blum Kevin Sellke Alwin Flohr                | 40,06     |
| 8     | Portugal               | Ivo Vital Marcos Chuva Edi Sousa Bruno Gualberto                          | 40,36     |

#### 4 × 400-m-Staffel
| Platz | Land                   | Athleten                                                                  | Zeit (min)  |
| ----- | ---------------------- | ------------------------------------------------------------------------- | ----------- |
| 1     | Polen                  | Marcin Sobiech Jakub Krzewina Michał Pietrzak Jan Ciepiela                | 3:03,74     |
| 2     | Italien                | Marco Vistalli Isalbet Juarez Domenico Fontana Matteo Galvan              | 3:03,79 NUR |
| 3     | Frankreich             | Bruno Naprix Mame-Ibra Anne Yoan Décimus Yannick Fonsat                   | 3:04,06     |
| 4     | Belgien                | Arnaud Ghislain Joris Haeck Arnaud Destatte Antoine Gillet                | 3:04,51     |
| 5     | Spanien                | Aitor Martín Mark Ujakpor Pau Fradera Marc Orozco                         | 3:05,63 SB  |
| 6     | Vereinigtes Königreich | Luke Lennon-Ford Kris Robertson Jamie Bowie Nigel Levine                  | 3:06,18     |
| 7     | Griechenland           | Tilemahos Routas Ioannis Dovolis Konstadinos Nakopoulos Petros Kiriakidis | 3:08,65     |
| 8     | Estland                | Taavi Liiv Aarne Nirk Kristjan Kangur Marek Niit                          | 3:12,30     |

#### Hochsprung
| Platz | Athlet              | Land | Höhe (m) |
| ----- | ------------------- | ---- | -------- |
| 1     | Sylwester Bednarek  | POL  | 2,28 PB  |
| 2     | Oleksandr Nartow    | UKR  | 2,26     |
| 3     | Andrij Prozenko     | UKR  | 2,24 =SB |
| 4     | Olivér Harsányi     | HUN  | 2,24 PB  |
| 5     | Silvano Chesani     | ITA  | 2,24     |
| 6     | Marco Fassinotti    | ITA  | 2,21     |
| 7     | Jewgeni Schischakow | RUS  | 2,21     |
| 8     | Raivydas Stanys     | LTU  | 2,21     |

#### Stabhochsprung
| Platz | Athlet                | Land | Höhe (m) |
| ----- | --------------------- | ---- | -------- |
| 1     | Raphael Holzdeppe     | GER  | 5,65 SB  |
| 2     | Luke Cutts            | GBR  | 5,60 PB  |
| 3     | Dimitrios Patsoukakis | GRE  | 5,55 PB  |
| 4     | Eemeli Salomäki       | FIN  | 5,50     |
| 5     | Łukasz Michalski      | POL  | 5,50     |
| 6     | Stevy Dume            | FRA  | 5,40 =PB |
| 7     | Jewgeni Agejew        | RUS  | 5,40     |
| 8     | Jan Kudlička          | CZE  | 5,15     |
| 8     | Denis Goossens        | BEL  | 5,15     |
| 8     | Iwan Gertlein         | RUS  | 5,15     |

Weitere Teilnehmer aus deutschsprachigen Ländern:

In der Qualifikation ausgeschieden: Karsten Dilla (GER), 5,20 m

#### Weitsprung
| Platz | Athlet           | Land | Weite (m) |
| ----- | ---------------- | ---- | --------- |
| 1     | Jānis Leitis     | LAT  | 7,90 PB   |
| 2     | Pawel Karawajew  | RUS  | 7,86      |
| 3     | Mikko Kivinen    | FIN  | 7,85 =PB  |
| 4     | Dániel Ecseki    | HUN  | 7,80 PB   |
| 5     | Mario Kral       | GER  | 7,79      |
| 6     | Sergei Slepuchin | RUS  | 7,79      |
| 7     | Jean Marie Okutu | ESP  | 7,78 PB   |
| 8     | Marcos Chuva     | POR  | 7,67      |

Weitere Teilnehmer aus deutschsprachigen Ländern:

In der Qualifikation ausgeschieden: Timo Kirchenberger (GER), 7,53 m

#### Dreisprung
| Platz | Athlet               | Land | Weite (m) |
| ----- | -------------------- | ---- | --------- |
| 1     | Daniele Greco        | ITA  | 17,20 NUR |
| 2     | Schiwko Petkow       | BUL  | 16,81     |
| 3     | Aljaksandr Ljabedska | BLR  | 16,80 PB  |
| 4     | Raman Pachomtschik   | BLR  | 16,56     |
| 5     | Pawel Schalin        | ROU  | 16,56 PB  |
| 6     | Dsmitryj Platnizki   | BLR  | 16,53     |
| 7     | Abdoulaye Diarra     | FRA  | 16,46 PB  |
| 8     | Slatosar Atanasow    | BUL  | 16,32     |

#### Kugelstoßen
| Platz | Athlet                | Land | Weite (m) |
| ----- | --------------------- | ---- | --------- |
| 1     | Waleri Kokojew        | RUS  | 20,20 PB  |
| 2     | Nick Petersen         | DEN  | 18,94 PB  |
| 3     | Mateusz Mikos         | POL  | 18,89 PB  |
| 4     | Tobias Hepperle       | GER  | 18,52     |
| 5     | Yeoryios Yeromarkakis | GRE  | 18,40 PB  |
| 6     | Vladislav Tuláček     | CZE  | 18,03     |
| 7     | Markus Bandekow       | GER  | 18,00     |
| 8     | Paulius Luožys        | LTU  | 17,87 SB  |

#### Diskuswurf
| Platz | Athlet                | Land | Weite (m) |
| ----- | --------------------- | ---- | --------- |
| 1     | Nikolai Sedjuk        | RUS  | 60,80 SB  |
| 2     | Irfan Yıldırım        | UKR  | 59,61     |
| 3     | Martin Wierig         | GER  | 59,12     |
| 4     | Boudewijn Luijten     | NED  | 58,13 PB  |
| 5     | Przemysław Czajkowski | POL  | 57,58     |
| 6     | Fredrik Amundgård     | NOR  | 57,38     |
| 7     | Robert Urbanek        | POL  | 57,38     |
| 8     | Per Rosell            | SWE  | 56,82     |

#### Hammerwurf
| Platz | Athlet               | Land | Weite (m) |
| ----- | -------------------- | ---- | --------- |
| 1     | Juryj Schajunou      | BLR  | 78,16     |
| 2     | Anatoli Posdnjakow   | RUS  | 72,42     |
| 3     | Alexander Ziegler    | GER  | 72,32     |
| 4     | Kristóf Németh       | HUN  | 71,85 SB  |
| 5     | Dmytro Mykolajtschuk | UKR  | 70,65     |
| 6     | Marcel Lomnický      | SVK  | 70,59     |
| 7     | Alex Smith           | GBR  | 68,75     |
| 8     | Paweł Fajdek         | POL  | 68,70     |

Weitere Teilnehmer aus deutschsprachigen Ländern:

In der Qualifikation ausgeschieden: Benjamin Hedermann (GER), 61,64 m

#### Speerwurf
| Platz | Athlet              | Land | Weite (m) |
| ----- | ------------------- | ---- | --------- |
| 1     | Ari Mannio          | FIN  | 84,57 CR  |
| 2     | Petr Frydrych       | CZE  | 80,53     |
| 3     | Spiridon Lebesis    | GRE  | 79,37 PB  |
| 4     | Roman Awramenko     | UKR  | 78,46     |
| 5     | Thomas Smet         | BEL  | 77,84 PB  |
| 6     | Maximilian Buchholz | GER  | 76,11 PB  |
| 7     | Fatih Avan          | TUR  | 75,50     |
| 8     | Matthias de Zordo   | GER  | 75,40     |

#### Zehnkampf
| Platz | Athlet             | Land | Punkte  |
| ----- | ------------------ | ---- | ------- |
| 1     | Eelco Sintnicolaas | NED  | 8112 PB |
| 2     | Mateo Sossah       | FRA  | 7885    |
| 3     | Mihail Dudaš       | SRB  | 7855 PB |
| 4     | Eduard Michan      | BLR  | 7785 PB |
| 5     | Alexander Sjabrew  | RUS  | 7779 PB |
| 6     | Steffen Kahlert    | GER  | 7740 PB |
| 7     | Aigar Kukk         | EST  | 7594    |
| 8     | Sami Itani         | FIN  | 7527 PB |

Weitere Teilnehmer aus deutschsprachigen Ländern:

Platz 10: Rico Freimuth (GER), 7513 Punkte

DNF: Matthias Prey (GER)

### Frauen

#### 100 m
| Platz | Athletin            | Land | Zeit (s)  |
| ----- | ------------------- | ---- | --------- |
| 1     | Lina Grinčikaitė    | LTU  | 11,37     |
| 2     | Natalija Pohrebnjak | UKR  | 11,45     |
| 3     | Marika Popowicz     | POL  | 11,50     |
| 4     | Ezinne Okparaebo    | NOR  | 11,53     |
| 5     | Elaine O’Neill      | GBR  | 11,61     |
| 6     | Marina Pantelejewa  | RUS  | 11,66 =PB |
| 7     | Marija Rjemjen      | UKR  | 11,66     |
| 8     | Émilie Gaydu        | FRA  | 11,82     |

Wind: +0,2 m/s

#### 200 m
| Platz | Athletin            | Land | Zeit (s) |
| ----- | ------------------- | ---- | -------- |
| 1     | Alexandra Fedoriwa  | RUS  | 22,97 SB |
| 2     | Ewelina Ptak        | POL  | 23,07 PB |
| 3     | Marika Popowicz     | POL  | 23,25    |
| 4     | Alena Kjewitsch     | BLR  | 23,31    |
| 5     | Johanna Danois      | FRA  | 23,38    |
| 6     | Weronika Wedler     | POL  | 23,66    |
| 7     | Natalija Pohrebnjak | UKR  | 23,81    |
| 8     | Lucy Sargent        | GBR  | 23,96    |

Wind: −1,4 m/s

#### 400 m
| Platz | Athletin                        | Land | Zeit (s) |
| ----- | ------------------------------- | ---- | -------- |
| 1     | Xenija Aksjonowa                | RUS  | 51,74    |
| 2     | Xenija Sadorina                 | RUS  | 51,76    |
| 3     | Anna Sedowa                     | RUS  | 52,58    |
| 4     | Sorina Nwachukwu                | GER  | 52,59    |
| 5     | Agne Orlauskaitė                | LTU  | 52,81 PB |
| 6     | Marta Milani                    | ITA  | 52,94    |
| 7     | Julija Schpyhernjuk-Olischewska | UKR  | 53,43    |
| 8     | Kazjaryna Mischyna              | BLR  | 53,56    |

#### 800 m
| Platz | Athletin              | Land | Zeit (min) |
| ----- | --------------------- | ---- | ---------- |
| 1     | Jelena Kofanowa       | RUS  | 1:58,94    |
| 2     | Natalija Lupu         | UKR  | 2:01,08    |
| 3     | Agnieszka Leszczyńska | POL  | 2:01,53 PB |
| 4     | Alexandra Uwarowa     | RUS  | 2:01,87    |
| 5     | Emma Jackson          | GBR  | 2:02,09 SB |
| 6     | Eglė Balčiūnaitė      | LTU  | 2:02,26 SB |
| 7     | Olha Jekymenko        | UKR  | 2:03,56    |
| 8     | Olga Zaporjan         | MDA  | 2:04,36    |

Weitere Teilnehmerinnen aus deutschsprachigen Ländern:

Im Vorlauf ausgeschieden: Annett Horna (GER), 2:03,46 min

#### 1500 m
| Platz | Athletin           | Land | Zeit (min) |
| ----- | ------------------ | ---- | ---------- |
| 1     | Sultan Haydar      | TUR  | 4:14,12    |
| 2     | Kristina Chalajewa | RUS  | 4:14,78    |
| 3     | Jelena Fessenko    | RUS  | 4:15,86    |
| 4     | Lindsey De Grande  | BEL  | 4:15,90 PB |
| 5     | Barbara Maveau     | BEL  | 4:16,06    |
| 6     | Rose-Anne Galligan | IRL  | 4:16,15    |
| 7     | Emma Pallant       | GBR  | 4:17,23    |
| 8     | Angelika Cichocka  | POL  | 4:17,41    |

Weitere Teilnehmerinnen aus deutschsprachigen Ländern:

Platz 11: Denise Krebs (GER), 4:25,99 min

Im Vorlauf ausgeschieden: Lydia Windbichler (AUT), 4:28,57 min

#### 5000 m
| Platz | Athletin              | Land | Zeit (min)  |
| ----- | --------------------- | ---- | ----------- |
| 1     | Natalja Popkowa       | RUS  | 15:54,11    |
| 2     | Swjatlana Kudselitsch | BLR  | 16:03,85    |
| 3     | Emily Pidgeon         | GBR  | 16:04,71 SB |
| 4     | Cristina Jordán       | ESP  | 16:08,36 PB |
| 5     | Zsófia Erdélyi        | HUN  | 16:09,38 PB |
| 6     | Jekaterina Gorbunowa  | RUS  | 16:13,86    |
| 7     | Anna Nosenko          | UKR  | 16:18,63    |
| 8     | Cornelia Schwennen    | GER  | 16:30,09    |

Weitere Teilnehmerinnen aus deutschsprachigen Ländern:

Platz 11: Mareike Schrulle (GER), 16:41,55 min

#### 10.000 m
| Platz | Athletin              | Land | Zeit (min)  |
| ----- | --------------------- | ---- | ----------- |
| 1     | Natalja Popkowa       | RUS  | 33:37:31    |
| 2     | Zsófia Erdélyi        | HUN  | 33:39,89 PB |
| 3     | Azra Eminović         | SRB  | 33:47,19 PB |
| 4     | Natalja Putschkowa    | RUS  | 33:52,01 PB |
| 5     | Swjatlana Kudselitsch | BLR  | 34:15,12    |
| 6     | Olena Biloschtschuk   | UKR  | 35:05,50    |
| 7     | Vanja Cnops           | BEL  | 35:19,57    |
| 8     | Katarína Berešová     | SVK  | 35:26,50 SB |

Weitere Teilnehmerinnen aus deutschsprachigen Ländern:

Platz 18: Tanja Eberhart (AUT), 36:49,18 min

#### 100 m Hürden
| Platz | Athletin              | Land | Zeit (s) |
| ----- | --------------------- | ---- | -------- |
| 1     | Christina Vukicevic   | NOR  | 12,99    |
| 2     | Jekaterina Schtepa    | RUS  | 13,28    |
| 3     | Alina Talaj           | BLR  | 13,30    |
| 4     | Kazjaryna Paplauskaja | BLR  | 13,32    |
| 5     | Sonata Tamošaitytė    | LTU  | 13,46    |
| 6     | Lisa Urech            | SUI  | 13,41    |
| 7     | Anne-Kathrin Elbe     | GER  | 13,45    |
| 8     | Galina Iwantschenko   | RUS  | 13,48    |

Wind: −2,0 m/s
Weitere Teilnehmerinnen aus deutschsprachigen Ländern:

Im Halbfinale ausgeschieden: Cindy Roleder (GER), 13,50 s; Clélia Reuse (SUI) 13,60 s; Beate Schrott (AUT), 13,48 s

Im Vorlauf ausgeschieden: Petra Fontanive (SUI), 14,16 s; Stefanie Saumweber (GER), 13,90s

#### 400 m Hürden
| Platz | Athletin             | Land | Zeit (s) |
| ----- | -------------------- | ---- | -------- |
| 1     | Perri Shakes-Drayton | GBR  | 55,26 PB |
| 2     | Eilidh Doyle         | GBR  | 55,32 PB |
| 3     | Darja Korablewa      | RUS  | 56,08    |
| 4     | Hanna Titimez        | UKR  | 56,27    |
| 5     | Irina Dawydowa       | RUS  | 56,75    |
| 6     | Sara Petersen        | DEN  | 56,77    |
| 7     | Tina Matusińska      | POL  | 56,88    |
| 8     | Hanna Jaroschtschuk  | UKR  | 57,26    |

Weitere Teilnehmerinnen aus deutschsprachigen Ländern:

Im Halbfinale ausgeschieden: Fabienne Kohlmann (GER), 57,55 s; Jill Richards (GER) 58,06 s

Im Vorlauf ausgeschieden: Petra Fontanive (SUI), 61,03 s

#### 3000 m Hindernis
| Platz | Athletin           | Land | Zeit (min)  |
| ----- | ------------------ | ---- | ----------- |
| 1     | Ancuța Bobocel     | ROU  | 09:47,90    |
| 2     | Julia Hiller       | GER  | 09:57,44    |
| 3     | Susi Lutz          | GER  | 10:01,87 PB |
| 4     | Sandra Eriksson    | FIN  | 10:11,25    |
| 5     | Gülcan Mıngır      | TUR  | 10:12,53    |
| 6     | Lena Örn           | SWE  | 10:23,00    |
| 7     | Poļina Jeļizarova  | LAT  | 10:23,17    |
| 8     | Juliya Motschalowa | RUS  | 10:29,03    |

#### 20 km Gehen
| Platz | Athlet                | Land | Zeit (h)   |
| ----- | --------------------- | ---- | ---------- |
| 1     | Olena Schumkina       | RUS  | 1:33:05    |
| 2     | Zuzana Schindlerová   | CZE  | 1:33:42    |
| 3     | Tatjana Schemjakina   | RUS  | 1:34:13    |
| 4     | Olha Jakowenko        | UKR  | 1:36:24    |
| 5     | Julia Takács          | ESP  | 1:36:49    |
| 6     | Agnese Pastare        | LAT  | 1:36:59 PB |
| 7     | Karoliina Kaasalainen | FIN  | 1:37:36 PB |
| 8     | Raquel González       | ESP  | 1:38:00 PB |

#### 4 × 100-m-Staffel
| Platz | Land                   | Athletinnen                                                                   | Zeit (s) |
| ----- | ---------------------- | ----------------------------------------------------------------------------- | -------- |
| 1     | Vereinigtes Königreich | Annabelle Lewis Joey Duck Lucy Sargent Elaine O’Neill                         | 43,89    |
| 2     | Polen                  | Agnieszka Ceglarek Marika Popowicz Ewelina Ptak Weronika Wedler               | 43,90    |
| 3     | Litauen                | Silvija Peseckaitė Lina Andrijauskaitė Sonata Tamošaitytė Lina Grinčikaitė    | 44,09    |
| 4     | Frankreich             | Wendy Pascal Lucienne M'belu Émilie Gaydu Céline Distel                       | 44,26    |
| 5     | Russland               | Jekaterina Filatowa Alexandra Fedoriwa Jelisaweta Sawlinis Marina Pantelejewa | 44,28    |
| 6     | Belarus                | Alina Talaj Kazjaryna Hantschar Kazjaryna Schumak Alena Kjewitsch             | 44,86    |
| 7     | Italien                | Ilenia Draisci Martina Balboni Michaela D’Angelo Audrey Alloh                 | 45,40    |
| 8     | Ukraine                | Natalija Pohrebnjak Chrystyna Stuj Marija Rjemjen Wiktorija Pjatatschenko     | 54,69    |

#### 4 × 400-m-Staffel
| Platz | Land        | Athletinnen                                                                     | Zeit (min)  |
| ----- | ----------- | ------------------------------------------------------------------------------- | ----------- |
| 1     | Russland    | Anna Sedowa Xenija Sadorina Xenija Ryschowa Xenija Ustalowa                     | 3:27,59     |
| 2     | Deutschland | Esther Cremer Jill Richards Janin Lindenberg Sorina Nwachukwu                   | 3:29,21     |
| 3     | Belarus     | Maryna Libozsa Kazjaryna Mischyna Hanna Taschpulatawa Alena Kjewitsch           | 3:30,45 SB  |
| 4     | Ukraine     | Hanna Jaroschtschuk Natalija Lupu Julija Schpyhernjuk-Olischewska Hanna Titimez | 3:30,78     |
| 5     | Italien     | Eleonora Sirtoli Elena Bonfanti Chiara Varisco Marta Milani                     | 3:32,92 NUR |
| 6     | Polen       | Agata Bednarek Agnieszka Leszczyńska Iga Baumgart Tina Matusińska               | 3:33,49 SB  |
| 7     | Frankreich  | Joellie Baflan Bérénice Manimba Anais Desroses Marie-Angélique Lacordelle       | 3:38,06     |
| 8     | Rumänien    | Paula Băduleț Mihaela Nunu Florina Rusu Anamaria Ioniță                         | 3:38,43     |

#### Hochsprung
| Platz | Athletin                 | Land | Höhe (m) |
| ----- | ------------------------ | ---- | -------- |
| 1     | Alexandra Schamsutdinowa | RUS  | 1,89     |
| 2     | Melanie Bauschke         | GER  | 1,89     |
| 3     | Urszula Gardzielewska    | POL  | 1,86 PB  |
| 4     | Jennifer Klein           | GER  | 1,86     |
| 5     | Ebba Jungmark            | SWE  | 1,86 SB  |
| 5     | Julia Wanner             | GER  | 1,86     |
| 7     | Mirela Demirewa          | BUL  | 1,83     |
| 8     | Erika Wiklund            | SWE  | 1,83     |

Weitere Teilnehmerinnen aus deutschsprachigen Ländern:

In der Qualifikation ausgeschieden: Lara Kronauer (SUI), 1,80 m

#### Stabhochsprung
| Platz | Athletin                | Land | Höhe (m)  |
| ----- | ----------------------- | ---- | --------- |
| 1     | Lisa Ryzih              | GER  | 4,50 =PB  |
| 2     | Minna Nikkanen          | FIN  | 4,45 =PB  |
| 3     | Vanessa Vandy           | FIN  | 4,35      |
| 4     | Telie Mathiot           | FRA  | 4,25      |
| 5     | Tina Šutej              | SLO  | 4,25 =NUR |
| 5     | Alice Ost               | FRA  | 4,25      |
| 7     | Denise von Eynatten     | GER  | 4,15      |
| 8     | Malin Dahlström         | SWE  | 4,15 PB   |
| 8     | Anastassija Sawtschenko | RUS  | 4,15      |

Weitere Teilnehmerinnen aus deutschsprachigen Ländern:

In der Qualifikation ausgeschieden: Daniela Höllwarth (AUT), 3,85 m; Arlette Brülhart (SUI), 3,70 m

#### Weitsprung
| Platz | Athletin              | Land | Weite (m) |
| ----- | --------------------- | ---- | --------- |
| 1     | Melanie Bauschke      | GER  | 6,83 PB   |
| 2     | Nastassja Mirontschyk | BLR  | 6,76      |
| 3     | Éloyse Lesueur        | FRA  | 6,72 SB   |
| 4     | Sosthene Moguenara    | GER  | 6,69      |
| 5     | Cornelia Deiac        | ROU  | 6,61 PB   |
| 6     | Kelly Proper          | IRL  | 6,58      |
| 7     | Irène Pusterla        | SUI  | 6,57      |
| 8     | Jekaterina Malischewa | RUS  | 6,57      |

Weitere Teilnehmerinnen aus deutschsprachigen Ländern:

Platz 10: Clélia Reuse (SUI), 6,33 m

In der Qualifikation ausgeschieden: Anika Leipold (GER), 6,21 m

#### Dreisprung
| Platz | Athletin               | Land | Weite (m) |
| ----- | ---------------------- | ---- | --------- |
| 1     | Paraskevi Papachristou | GRE  | 14,34 PB  |
| 2     | Cristina Bujin         | ROU  | 14,26 PB  |
| 3     | Lilija Kulyk           | UKR  | 13,88     |
| 4     | Kaire Leibak           | EST  | 13,72     |
| 5     | Patrícia Mamona        | POR  | 13,71     |
| 6     | Alsu Murtasina         | RUS  | 13,70     |
| 7     | Natallja Wjatkina      | BLR  | 13,70     |
| 8     | Haoua Kessely          | FRA  | 13,69 PB  |

Weitere Teilnehmerinnen aus deutschsprachigen Ländern:

Platz 12: Ekaterina Menne (GER), 12,83 m

#### Kugelstoßen
| Platz | Athletin            | Land | Weite (m) |
| ----- | ------------------- | ---- | --------- |
| 1     | Denise Hinrichs     | GER  | 19,18     |
| 2     | Irina Tarassowa     | RUS  | 17,90     |
| 3     | Alena Kopez         | BLR  | 17,72     |
| 4     | Melissa Boekelman   | NED  | 17,37 SB  |
| 5     | Anita Márton        | HUN  | 17,20 PB  |
| 6     | Eden Francis        | GBR  | 16,23     |
| 7     | Agnieszka Dudzińska | POL  | 15,83     |
| 8     | Julaika Nicoletti   | ITA  | 15,22     |

#### Diskuswurf
| Platz | Athletin              | Land | Weite (m) |
| ----- | --------------------- | ---- | --------- |
| 1     | Eden Francis          | GBR  | 57,20     |
| 2     | Wera Karmischina      | RUS  | 54,48     |
| 3     | Jade Lally            | GBR  | 54,44 PB  |
| 4     | Sofia Larsson         | SWE  | 53,74     |
| 5     | Coralie Glatre        | FRA  | 52,80     |
| 6     | Jewgenija Petscherina | RUS  | 52,66     |
| 7     | Wiktorija Bolbat      | UKR  | 51,95     |
| 8     | Irene Donzelot        | FRA  | 50,54     |

Weitere Teilnehmerinnen aus deutschsprachigen Ländern:

In der Qualifikation ausgeschieden: Anna-Katharina Weller (GER), 49,27 m

#### Hammerwurf
| Platz | Athletin            | Land | Weite (m) |
| ----- | ------------------- | ---- | --------- |
| 1     | Zalina Marghieva    | ROU  | 67,67     |
| 2     | Kateřina Šafránková | CZE  | 63,01     |
| 3     | Sarah Holt          | GBR  | 62,55     |
| 4     | Joanna Fiodorow     | POL  | 62,49     |
| 5     | Nikola Lomnická     | SVK  | 61,49     |
| 6     | Annabelle Rolnin    | FRA  | 59,79     |
| 7     | Natallja Schajunowa | BLR  | 59,05     |
| 8     | Dorotea Habazin     | CRO  | 58,17     |

#### Speerwurf
| Platz | Athletin           | Land | Weite (m)   |
| ----- | ------------------ | ---- | ----------- |
| 1     | Madara Palameika   | LAT  | 64,51 CR NR |
| 2     | Wira Rebryk        | UKR  | 61,43       |
| 3     | Anna Wessman       | SWE  | 55,91 PB    |
| 4     | Sandra Schaffarzik | GER  | 54,96       |
| 5     | Raine Kuningas     | EST  | 54,56       |
| 6     | Anaëlle Fournier   | FRA  | 53,90       |
| 7     | Kristine Buša      | LAT  | 53,62       |
| 8     | Jelena Jaakkola    | FIN  | 52,79       |

Weitere Teilnehmerinnen aus deutschsprachigen Ländern:

Platz 10: Elisabeth Eberl (AUT), 50,52 m

#### Siebenkampf
| Platz | Athletin            | Land | Punkte     |
| ----- | ------------------- | ---- | ---------- |
| 1     | Aiga Grabuste       | LAT  | 6396 CR NR |
| 2     | Olga Kurban         | RUS  | 6205 PB    |
| 3     | Nadeschda Sergejewa | RUS  | 6118 PB    |
| 4     | Eliška Klučinová    | CZE  | 6015 PB    |
| 5     | Jana Maksimawa      | BLR  | 5924       |
| 6     | Jana Pantelejewa    | RUS  | 5917 PB    |
| 7     | Ida Marcussen       | NOR  | 5882 PB    |
| 8     | Yasmina Omrani      | FRA  | 5866 PB    |

## Medaillenspiegel
| Medaillenspiegel(Endstand nach 44 Entscheidungen) | Medaillenspiegel(Endstand nach 44 Entscheidungen) | Medaillenspiegel(Endstand nach 44 Entscheidungen) | Medaillenspiegel(Endstand nach 44 Entscheidungen) | Medaillenspiegel(Endstand nach 44 Entscheidungen) | Medaillenspiegel(Endstand nach 44 Entscheidungen) |
| Platz                                             | Land                                              | Gold                                              | Silber                                            | Bronze                                            | Gesamt                                            |
| ------------------------------------------------- | ------------------------------------------------- | ------------------------------------------------- | ------------------------------------------------- | ------------------------------------------------- | ------------------------------------------------- |
| 1                                                 | Russland                                          | 12                                                | 8                                                 | 5                                                 | 25                                                |
| 2                                                 | Vereinigtes Königreich                            | 7                                                 | 6                                                 | 5                                                 | 18                                                |
| 3                                                 | Deutschland                                       | 4                                                 | 4                                                 | 4                                                 | 12                                                |
| 4                                                 | Polen                                             | 4                                                 | 3                                                 | 8                                                 | 15                                                |
| 5                                                 | Lettland                                          | 3                                                 | 0                                                 | 0                                                 | 3                                                 |
| 6                                                 | Spanien                                           | 2                                                 | 1                                                 | 0                                                 | 3                                                 |
| 7                                                 | Türkei                                            | 2                                                 | 0                                                 | 0                                                 | 2                                                 |
| 8                                                 | Belarus                                           | 1                                                 | 3                                                 | 4                                                 | 8                                                 |
| 9                                                 | Frankreich                                        | 1                                                 | 3                                                 | 2                                                 | 6                                                 |
| 10                                                | Italien                                           | 1                                                 | 2                                                 | 1                                                 | 4                                                 |
| 11                                                | Finnland                                          | 1                                                 | 1                                                 | 2                                                 | 4                                                 |
| 12                                                | Rumänien                                          | 1                                                 | 1                                                 | 0                                                 | 2                                                 |
| 13                                                | Griechenland                                      | 1                                                 | 0                                                 | 2                                                 | 3                                                 |
| 14                                                | Litauen                                           | 1                                                 | 0                                                 | 1                                                 | 2                                                 |
| 15                                                | Moldau                                            | 1                                                 | 0                                                 | 0                                                 | 1                                                 |
| 15                                                | Niederlande                                       | 1                                                 | 0                                                 | 0                                                 | 1                                                 |
| 15                                                | Norwegen                                          | 1                                                 | 0                                                 | 0                                                 | 1                                                 |
| 18                                                | Ukraine                                           | 0                                                 | 6                                                 | 4                                                 | 10                                                |
| 19                                                | Tschechien                                        | 0                                                 | 3                                                 | 1                                                 | 4                                                 |
| 20                                                | Bulgarien                                         | 0                                                 | 1                                                 | 0                                                 | 1                                                 |
| 20                                                | Dänemark                                          | 0                                                 | 1                                                 | 0                                                 | 1                                                 |
| 20                                                | Ungarn                                            | 0                                                 | 1                                                 | 0                                                 | 1                                                 |
| 23                                                | Serbien                                           | 0                                                 | 0                                                 | 2                                                 | 2                                                 |
| 24                                                | Belgien                                           | 0                                                 | 0                                                 | 1                                                 | 1                                                 |
| 24                                                | Irland                                            | 0                                                 | 0                                                 | 1                                                 | 1                                                 |
| 24                                                | Schweden                                          | 0                                                 | 0                                                 | 1                                                 | 1                                                 |
| Gesamt                                            | Gesamt                                            | 44                                                | 44                                                | 44                                                | 132                                               |